# Carlo Mauri
Carlo Mauri (Lecco, 25 marzo 1930 – Lecco, 31 maggio 1982) è stato un alpinista ed esploratore italiano.

## Biografia
Era socio del gruppo alpinistico Gruppo Ragni Grignetta di Lecco.
Dopo le prime ascensioni effettuate sull'arco Alpino, tra le quali spiccano la prima invernale della via Cassin sulla parete nord della Cima Ovest di Lavaredo con Walter Bonatti nel 1953 e la prima solitaria della via della Poire sul versante della Brenva del Monte Bianco nel 1959, fu protagonista di numerose spedizioni. Nel 1956 partecipò a una spedizione organizzata da Alberto Maria de Agostini e raggiunse la vetta del Monte Sarmiento nella Terra del Fuoco; due anni dopo prese parte alla spedizione di Riccardo Cassin che lo portò sulla vetta del Gasherbrum IV con Walter Bonatti.
Nel 1969 e successivamente nel 1970 con Thor Heyerdahl, fece parte dell'equipaggio del RA, natante interamente costruito in papiro, con il quale attraversò l'Oceano Atlantico.
Successivamente all'avventura del RA, fece parte di esplorazioni per tutto il pianeta che lo portarono nel 1972-73 a ripercorrere a dorso di cavallo insieme al figlio quattordicenne Luca, sulle orme del Milione, la Via della seta da Venezia a Pechino, poi in Patagonia, al Rio delle Amazzoni, luoghi in cui realizzò numerosi documentari e reportage giornalistici, alcuni dei quali per la Rai.
Sempre con Heyerdahl partecipò alla spedizione del Tigris nel 1977.
Morì per un improvviso infarto cardiaco a 52 anni il 31 maggio 1982 mentre saliva la via ferrata del Pizzo d'Erna.
Fu il primo italiano a farsi operare a una gamba con la tecnica dell'apparato di Ilizarov di distrazione osteogenetica presso il professor Gavril Abramovič Ilizarov. Mauri era affetto da pseudoartrosi infetta della tibia sinistra risoltasi con una riduzione di 4 cm dopo tre interventi tradizionali. Nel 1980 si recò dal dott. Ilizarov e dopo 6 mesi di terapia riuscì a recuperare i 4 centimetri persi.

## Spedizioni

### Alpinismo
- 1956 Monte Sarmiento (Cile, Terra del fuoco)
- 1958 Cerro Moreno, Cerro Luca, Cerro Adela, tentativo Torre. (Argentina, Patagonia)
- 1958 Gasherbrum IV (Pakistan, Karakorum)
- 1960 Ruwenzori (Congo)
- 1960 Monti Tunulia e Italia (Groenlandia)
- 1966 Monte Bukland Cile (Terra del fuoco)
- 1966 Aconcagua (Argentina)
- 1969 4 vette inviolate Antartide
- 1971 Kilimangiaro (Tanzania)
- 1971 Everest tentativo

### Amazzonia
- 1966/1971 Lungo il Rio delle Amazzoni e il Rio Namundˆ con Padre Augusto Gianola

### Australia - Nuova Guinea
- 1967 Nel deserto fra gli aborigeni

### Antartide e Artide
- 1968 Base Scott nell'isola di Ross. Spedizione biologica censimento orsi

### RA1 RA2 Tigris
- 1969/1970 - 1977 Traversata Oceano Atlantico - Traversata Oceano Indiano

### Marco Polo
- 1972

### Russia - Ilizarov Abramovic
- 1977 Prima visita in Russia.
- Nell'81 congresso internazionale di ortopedia a Bellagio.
- 1982 Operazione

## Mostre
Sono state organizzate due mostre fotografiche in occasione del trentesimo dalla sua scomparsa. (1982-2012).

### 2012
Quadreria di Malgrate - Lecco (2012)

### 2013
Palazzo delle Paure - Lecco (2013).

### 2014
BIT 2014 (Borsa Internazionale del Turismo) - Fiera Milano (Rho) dal 13 al 15 febbraio 2014, in collaborazione con il tour operator lecchese Earth Cultura e Natura

## Libri
- Carlo Mauri, Quando il rischio è vita, in Sesto grado, La Sorgente, 1975.